# Eternal (Stratovarius)
Eternal è il quindicesimo album del gruppo Power Metal Stratovarius, pubblicato l'11 settembre 2015 (Europa) e il 18 settembre (Stati Uniti). Il cantante Timo Kotipelto ha composto tre brani e ha scritto la maggior parte dei testi insieme al socio di Cain's Offering e all'ex membro dei Sonata Arctica Jani Liimatainen.
I membri della band hanno descritto l'album come una miscela di old school e power metal moderno, sebbene questa direzione non fosse pianificata, secondo il tastierista Jens Johansson.

## Tracce
1. My Eternal Dream – 6:04
2. Shine In The Dark – 5:05
3. Rise Above It – 4:26
4. Lost Without A Trace – 5:27
5. Feeding The Fire – 4:12
6. In My Line Of Work – 4:18
7. Man In The Mirror – 4:43
8. Few Are Those – 4:11
9. Fire In Your Eyes – 4:14
10. The Lost Saga – 11:39

Tracce bonus
1. Giants
2. Endless Forest

## Formazione
- Timo Kotipelto – voce
- Matias Kupiainen – chitarre, produzione
- Jens Johansson – tastiere
- Rolf Pilve – batteria
- Lauri Porra – basso